# Sober (canción de Demi Lovato)
«Sober» es una canción de Demi Lovato, quien la coescribió junto a Tushar Apte, Sam Roman y Mark Landon. Fue lanzada el 21 de junio de 2018 de manera sorpresiva.

## Antecedentes
Demi Lovato, quien recibió tratamiento de rehabilitación por problemas con el alcohol y desorden bipolar desde finales del año 2010 cuando tuvo que suspender la gira que llevaba con Jonas Brothers para promocionar su segundo álbum de estudio y la banda sonora de la película de Disney Channel, Camp Rock 2: The Final Jam. Desde su salida del centro terapéutico Lovato luchó contra sus adicciones y el 15 de marzo de 2012 a través de Twitter anunció lo que sería el inicio de su etapa de sobriedad absoluta, comentando que cada vez que salía de fiesta con sus amigos tan solo tomaba agua o cócteles sin alcohol.
El 15 de marzo de 2018 la cantante celebró con orgullo el sexto aniversario de su sobriedad a través de mensajes en sus redes sociales donde comentaba que seis años atrás se encontraba bebiendo vodka de una botella de gaseosa mientras conducía su automóvil. El 16 de marzo de 2018 durante su gira Tell Me You Love Me World Tour, DJ Khaled y Kehlani celebraron junto a Lovato la sobriedad de la cantante en el escenario y posteriormente Demi dedicó «Warrior» a los guerreros que la siguen en el mundo.

## Composición
La canción es una balada pop acompañada por piano y la voz de Lovato, ha sido considerada una de sus canciones más sinceras y honestas, la misma cantante la considera "su verdad" puesto que en ella pide perdón a sus padres, a sus fanes y a las personas que la han acompañado y han creído en ella al no ser lo que los demás esperaban pues ha recaído en la bebida y considera que es necesario tomar rehabilitación de nuevo.

## Lanzamiento
Durante el paso de su gira Tell Me You Love Me World Tour en Europa, Lovato publicó la canción de manera sorpresa el día 21 de junio de 2018, a través de un vídeo lírico en su canal oficial de YouTube donde se muestran imágenes de la vida de la cantante junto a su familia, amigos y fanáticos, además de la letra de la canción. Posteriormente fue lanzada a través de plataformas digitales donde llegó a alcanzar la cima de los listados en más de 30 países y en iTunes a nivel mundial.

## Presentaciones en vivo
Demi Lovato interpretó por primera vez la canción durante el cierre de su presentación en Rock in Rio Lisboa 2018 el 24 de junio, tres días después de su lanzamiento.

## Posicionamiento en listas

### Semanales
| Australia       | ARIA Singles Chart      | 50 |
| Canadá          | Canadian Hot 100        | 48 |
| Escocia         | Scottish Singles Chart  | 24 |
| Eslovaquia      | Singles Digital Top 100 | 52 |
| Estados Unidos  | Billboard Hot 100       | 47 |
| Estados Unidos  | Digital Songs           | 3  |
| Francia         | SNEP                    | 90 |
| Grecia          | Digital Singles Chart   | 52 |
| Hungría         | Single Top 40           | 20 |
| Irlanda         | IRMA                    | 34 |
| Nueva Zelanda   | Music NZ Heatseekers    | 1  |
| Portugal        | AFP                     | 29 |
| Reino Unido     | UK Singles Chart        | 63 |
| República Checa | Singles Digitál Top 100 | 72 |
| Suecia          | Sverigetopplistan       | 83 |
| Suiza           | Schweizer Hitparade     | 61 |

### Certificaciones
| País           | Organismo certificador | Certificación | Ventas certificadas | Ref.   |
| -------------- | ---------------------- | ------------- | ------------------- | ------ |
| Dinamarca      | IFPI Dinamarca         | Oro           | 45 000              | [ 23 ] |
| Estados Unidos | RIAA                   | Oro           | 500 000             | [ 24 ] |
| Portugal       | AFP                    | Oro           | 5000                | [ 25 ] |
| Reino Unido    | BPI                    | Plata         | 200 000             | [ 26 ] |